# BFW M.20
Le BFW M.20 (également connu sous le nom Messerschmitt M 20)  est un avion de ligne monomoteur pour le transport de passagers ou de marchandises. Lors de son premier vol, le prototype s'écrasa.

## Utilisateurs
- Luft Hansa
- Varig